# Klaus-Synagoge (Prešov)

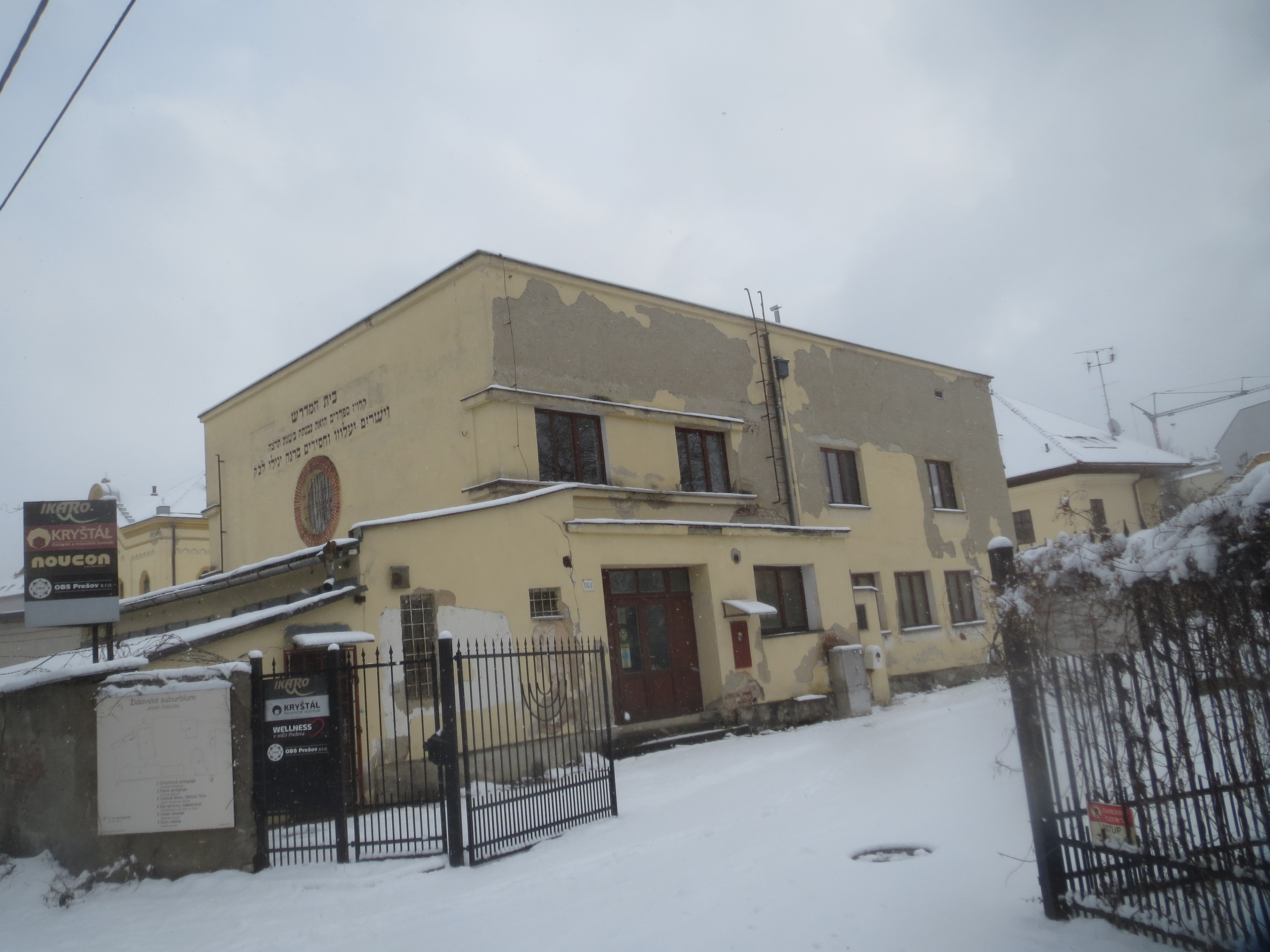
Klaus-Synagoge, Südostseite

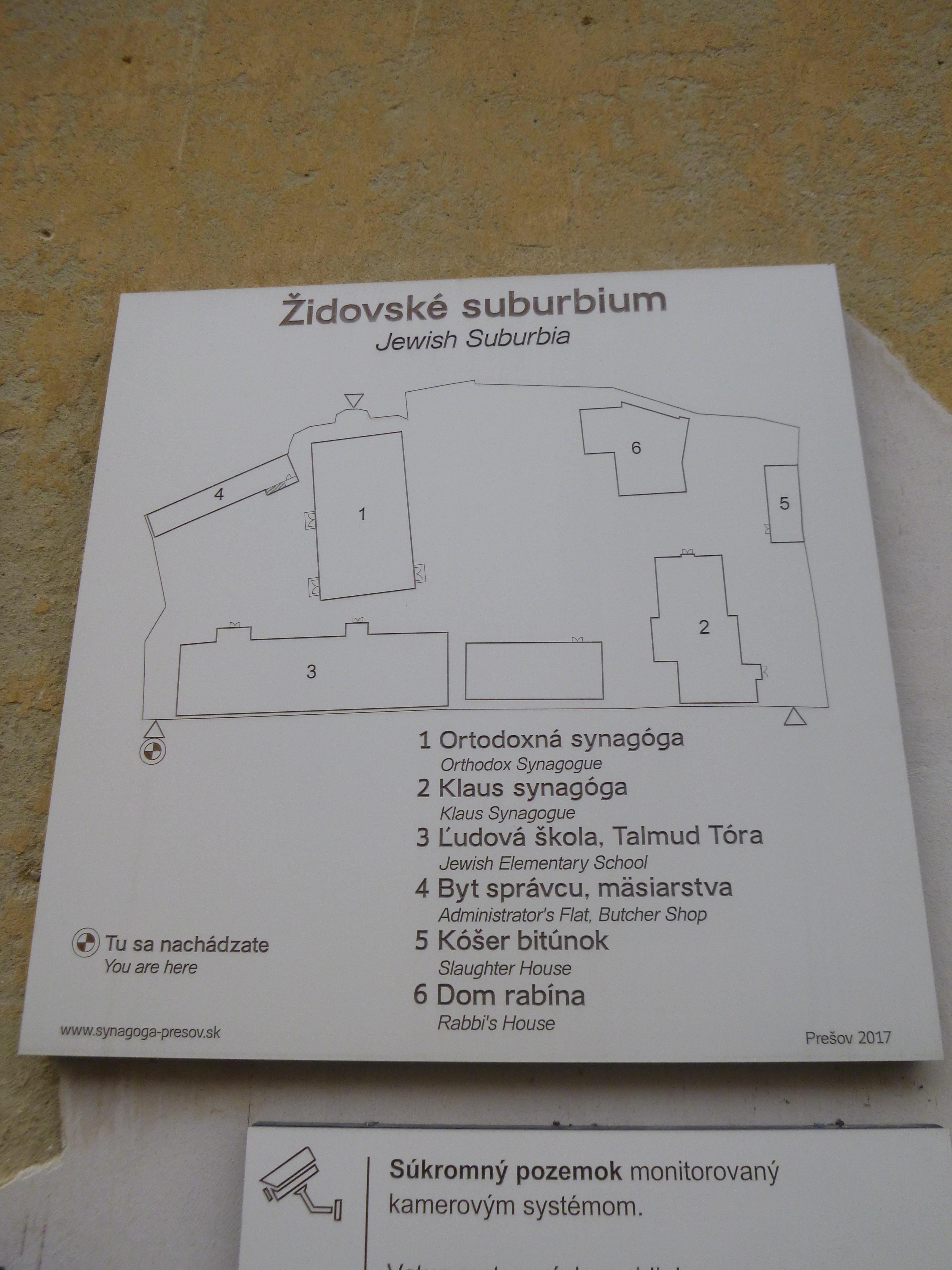
Informationstafel am Eingang

Die Klaus-Synagoge in Prešov, einer ostslowakischen Stadt im Bezirk Prešov, wurde 1934/35 errichtet. Sie befindet sich in einer Anlage im Zentrum der Stadt, die aus der orthodoxen Hauptsynagoge, der Klaus-Synagoge, dem ehemaligen Rabbinerhaus, einer ehemaligen Jeschiwa, einem ehemaligen Schlachthaus, einer ehemaligen koscheren Metzgerei und dem damaligen Wohnhaus des Verwalters besteht. Der Name beruht auf dem Konzept der Klaus. Die profanierte Synagoge an der Okružná-Straße 32 ist ein geschütztes Kulturdenkmal.  Das Gebäude wird von der jüdischen Gemeinde als Büro vermietet.
Das Synagogengebäude wurde nach Plänen des Architekten Leopold Šafran errichtet und diente der chassidischen Gemeinde mit ihrer sephardischen Liturgie als Gottesdienstraum. 
Das Gebäude ist von einfacher Struktur mit einem Flachdach. Die Westseite und das Innere wurden verändert. Lediglich die Rundfenster im Westen und Osten, die eine Menora zeigen, sowie die hebräische Inschrift an der Ostwand weisen auf die ursprüngliche Bedeutung hin.